# Kuvert (borddækning)
|  | Denne artikel omhandler borddækning. For papirkuverter, se Kuvert. |
En kuvert (fransk: couvert - dækket) er en opdækning til én person bestående af bestik, service osv. Ved nogle begivenheder er der et bordkort ved hver kuvert.
Måden at opsætte og klargøre en kuvert variere op igennem historien og fra kultur til kultur.